# Pyrenopsis
Pyrenopsis (Nyl.) Nyl. (omeszek) – rodzaj grzybów z rodziny Lichinaceae. Ze względu na współżycie z glonami zaliczany jest do grupy porostów.

## Systematyka i nazewnictwo
Pozycja w klasyfikacji według Index Fungorum: Lichinaceae, Lichinales, Incertae sedis, Lichinomycetes, Pezizomycotina, Ascomycota, Fungi.
Synonimy nazwy naukowej: Amphopsis (Nyl.) Hue, Cladopsis Nyl., Mauritzia Gyeln., Pleopyrenis Clem., Synalissa sect. Pyrenopsis Nyl., Synallisopsis Nyl. ex Stizenb.
Nazwa polska według W. Fałtynowicza.

## Niektóre gatunki
- Pyrenopsis australiensis Müll. Arg. 1893
- Pyrenopsis furfurea (Nyl.) Th. Fr. 1866 – omeszek otrębiasty
- Pyrenopsis grumulifera Nyl. 1861
- Pyrenopsis haematina P.M. Jørg. & Henssen 1990
- Pyrenopsis impolita (Th. Fr.) Forssell 1885
- Pyrenopsis micrococca (Bornet & Nyl.) Forssell 1885
- Pyrenopsis phylliscella Nyl. 1875
- Pyrenopsis subareolata Nyl. 1861
- Pyrenopsis tasmanica Nyl. 1860

Nazwy naukowe na podstawie Index Fungorum. Uwzględnioono tylko taksony zweryfikowane. Nazwy polskie według W. Fałtynowicza.